# Jean-Jacques-Achille Bertrand
Jean-Jacques-Achille Bertrand (Tesan, Llenguadoc, 4 de juliol de 1884 - Carcassona, Llenguadoc, 14 de desembre de 1960) va ser un historiador occità, especialitzat en temes de cultura catalana.

## Biografia
Fill d'Auguste Bertrand, carter, i de Maria Élie Jenny Dasque, va rebre formació i va llicenciar en Arts a Montpeller el 1903 i, posteriorment, es doctorà en literatura a la Sorbona el 1914. Va exercir com a professor d'alemany a l'escola secundària de Carcassona entre 1909 i 1918, i a l'escola secundària de Toulouse entre els anys 1918 i 1922. El 1922 fou nomenat director de l'Institut Francès de Barcelona, el qual va intentar transformar en un centre difusor de la cultura francesa i també en cercle d'estudi de les relacions culturals entre França i Catalunya.
El 10 de maig de 1919 es va casar a Carcassona amb Marie Rives, amb qui tingué dos fills.

## Publicacions[1][2]
- Cervantes et le romantisme allemand (1914)
- Antoni Rubió i Lluch (1928)
- Barcelone, cité d'art et de sciences (1932)
- Sur les vieilles routes d'Espagne (1932)
- La littérature catalane contemporaine (1933)
- Un grand comparatiste: Puig i Cadafalch (1951)
- L. Tieck et le théâtre espagnol